# Toéni
Pour le département, voir Toéni (département).
Toéni est une localité et le chef-lieu du département de Toéni dans la province du Sourou de la région de la Boucle du Mouhoun au Burkina Faso.

## Géographie
La commune est traversée par la route nationale 21.

## Éducation et santé
La commune accueille un centre de santé et de promotion sociale (CSPS).